# Лавино ди Мецо (Болоња)
Лавино ди Мецо (итал. Lavino di Mezzo) је насеље у Италији у округу Болоња, региону Емилија-Ромања.
Према процени из 2011. у насељу је живело 306 становника. Насеље се налази на надморској висини од 41 м.